# (1993) Guacolda
(1993) Guacolda es un asteroide perteneciente al cinturón de asteroides descubierto por Guri A. Pliuguin y Yuri A. Belyaev desde la estación de Cerro El Roble, Chile, el 25 de julio de 1968.

## Designación y nombre
Guacolda recibió al principio la designación de 1968 OH1.
Más tarde se nombró en honor de la esposa del rey araucano Lautaro.

## Características orbitales
Guacolda está situado a una distancia media del Sol de 3,059 ua, pudiendo acercarse hasta 2,864 ua y alejarse hasta 3,255 ua. Su excentricidad es 0,06386 y la inclinación orbital 11,48°. Emplea 1954 días en completar una órbita alrededor del Sol.